# أيمن فايز
أيمن علاء الدين محمد فايز (ولد في الجيزة في 3 مارس 1991) هو لاعب سلاح شيش أولمبي مصري، يلعب لنادي الشرطة الرياضي. شارك في منافسات فردي الرجال في دورتي لندن 2012 وريو دي جانيرو 2016 للألعاب الأولمبية الصيفية.

## روابط خارجية
- أيمن فايز على موقع الاتحاد الدولي للمبارزة (الإنجليزية)
- أيمن فايز على موقع أوليمبيديا (الإنجليزية)